# Ortygia
Ortygia  è una caratteristica di albedo della superficie di Marte.